# Mormonia residua
Mormonia residua là một loài bướm đêm trong họ Noctuidae.